# 天琴座V473
天琴座V473，又名BD+27 3314，HD 180583、SAO 87008、HR 7308，是天琴座的一颗恒星，视星等为6.16，位于銀經60.56，銀緯7.44，其B1900.0坐标为赤經19h 11m 58.9s，赤緯+27° 7.44′ 59″。